# Rivière Blake
Pour les articles homonymes, voir Blake.
La rivière Blake est un affluent du lac Preissac, coulant dans la ville Rouyn-Noranda, dans la région administrative du Abitibi-Témiscamingue, au Québec, au Canada.
Le bassin versant de la rivière Blake est desservi par le chemin de fer du Canadien National, par la route 117 (route Saint-Paul Sud) et par la route de Preissac.
Annuellement, la surface de la rivière est généralement gelée de la mi-novembre à la fin avril, néanmoins, la période de circulation sécuritaire sur la glace est habituellement de la mi-décembre à la mi-avril.

## Géographie
Les bassins versants voisins de la rivière Blake sont :
- côté nord : lac Preissac, rivière Kinojévis ;
- côté est : rivière Harricana, rivière Héva, lac Malartic ;
- côté sud : rivière Vaudray, rivière Serment, rivière Darlens ;
- côté ouest : rivière Bousquet.

La rivière Blake prend sa source à l’embouchure d’un ruisseau de marais (altitude : 331 m) situé à 13,0 km au sud-est de l’embouchure de la rivière Blake ; à 42,5 km à l'est du centre-ville de Rouyn-Noranda ; à 50,4 km à l'ouest du centre-ville de Val-d’Or ; à 26 km au sud de l’embouchure du lac Preissac.
À partir de sa source, la rivière Blake coule sur 21,1 km selon les segments suivants :
- 3,7 km vers le nord en formant une grande courbe vers l'est et en récupérant les eaux du ruisseau Milhaut (venant du nord-est) ;
- 3,1 km vers le nord en serpentant jusqu’au ruisseau Bigat (venant de l'ouest) ;
- 4,2 km vers le nord-est en serpentant et en longeant le côté sud-est du chemin de fer du Canadien National jusqu’au pont ferroviaire ;
- 1,6 km vers le nord jusqu’à la route 117 (sens est-ouest) ;
- 3,2 km vers le nord-est jusqu’au ruisseau Dormenan (venant de l'ouest) ;
- 5,3 km vers le nord-est en formant un grand S jusqu’à son embouchure[1].

La rivière Blake se déverse sur la rive sud de l’anse à Cormier du lac Preissac lequel se déverse vers le nord dans la rivière Kinojévis, un affluent de la rivière des Outaouais.
L’embouchure de la rivière Blake est situé à :
- 15,2 km au sud de l’embouchure du lac Preissac ;
- 50,5 km au nord du centre-ville de Rouyn-Noranda ;
- 45,1 km à l'ouest du centre-ville de Val-d’Or ;
- 12,6 km au sud-est d’une baie du lac Malartic.

## Toponymie
Le terme Blake constitue un patronyme de famille d’origine anglaise.
Le toponyme rivière Blake a été officialisé le 1er février 1991 à la Commission de toponymie du Québec.